# Kommunale Datenverarbeitung Region Stuttgart
Die Kommunale Datenverarbeitung Region Stuttgart (KDRS) war ein kommunales Gebietsrechenzentrum in der Rechtsform eines Zweckverbandes mit Sitz in Stuttgart. Als kommunaler IT-Dienstleister lieferte die KDRS integrierte Lösungen für Kommunalverwaltungen. Zum 1. Juli 2018 fusionierten die Datenzentrale Baden-Württemberg und die Rechenzentren KIVBF, KIRU und KDRS zu einem gemeinsamen kommunalen IT-Dienstleister mit der Bezeichnung Komm.ONE.

## Gründung und Unternehmensform
Ab Ende der 1960er schlossen sich in Baden-Württemberg Kommunen zusammen, um gemeinsam die ersten kommunalen Gebietsrechenzentren zu gründen. In diesen Prozess ist auch die Gründung des Regionalen Rechenzentrums Mittlerer Neckarraum GbR am 29. Juni 1971 einzuordnen. Seit 1995 firmierte der öffentlich-rechtliche Zweckverband unter dem Namen Kommunale Datenverarbeitung Region Stuttgart (KDRS). Parallel dazu existiert die Rechenzentrum Region Stuttgart GmbH (RZRS) als Betriebsgesellschaft.
Verbandsvorsitzender der KDRS war Bürgermeister Michael Lutz (Waldenbuch). Aufsichtsratsvorsitzender der RZRS ist Landrat Roland Bernhard (Landkreis Böblingen).

## Mitglieder
Die KDRS hatte ihr Kerngebiet in der Region Stuttgart, welche die Landeshauptstadt Stuttgart (Stadtkreis) und die fünf Landkreise Böblingen, Esslingen, Göppingen, Ludwigsburg und Rems-Murr-Kreis umfasst.
Zu den Mitgliedern zählten ein Stadtkreis, fünf Landkreise, 177 Gemeinden, 4 Gemeindeverwaltungsverbände, der Verband Region Stuttgart sowie der Kommunalverband für Jugend und Soziales Baden-Württemberg.

## Zusammenarbeit
Zusammen mit der Betriebsgesellschaft der Kommunalen Informationsverarbeitung Reutlingen Ulm bestand ein gemeinsamer Rechenzentrumsbetrieb im Rahmen der Niederlassung komIT_URS der RZRS. Die drei Rechenzentren in Baden-Württemberg (KDRS, KIRU und KIVBF) haben zusammen mit der Datenzentrale Baden-Württemberg den Datenverarbeitungsverbund Baden-Württemberg (DVVBW) gebildet.

## Fusion Juli 2018
Nach entsprechender Änderung des ADV-Zusammenarbeitsgesetzes im Februar 2018 fusionierten die Datenzentrale Baden-Württemberg und die Rechenzentren KIVBF, KIRU und KDRS am 1. Juli 2018 zu einem gemeinsamen kommunalen IT-Dienstleister mit der Bezeichnung Komm.ONE, einer rechtsfähigen Anstalt des öffentlichen Rechts mit Sitz in Stuttgart. Träger der Komm.ONE sind die Zweckverbände des kommunalen DV-Verbunds und das Land Baden-Württemberg.